# Hullikeri Inam, Badami
Hullikeri Inam là một làng thuộc tehsil Badami, huyện Bagalkot, bang Karnataka, Ấn Độ.